# Séisme de 1964 à Niigata
Le séisme de 1964 à Niigata (新潟地震) est un séisme qui s'est produit le 16 juin 1964 au Japon, dans la région de Niigata, une ville de la côte occidentale de Honshū. D'une magnitude de 7.5, il a provoqué d'importants dégâts, notamment en raison d'un important phénomène de liquéfaction du sol et de la formation d'un tsunami.

## Caractéristiques
La secousse principale atteint une magnitude de 7.5. Son épicentre est situé à une cinquantaine de kilomètres au nord de Niigata, dans la mer du Japon, non loin de l'île d'Awa-shima, et son hypocentre se trouve à une profondeur de 57 kilomètres.
La déformation du sol marin engendre un tsunami qui déferle sur une grande partie de la côte occidentale de Honshū. Il atteint plus de 4 mètres de hauteur à Iwafune, 3 mètres sur l'île de Sado et 1,8 mètre à Niigata.

## Conséquences

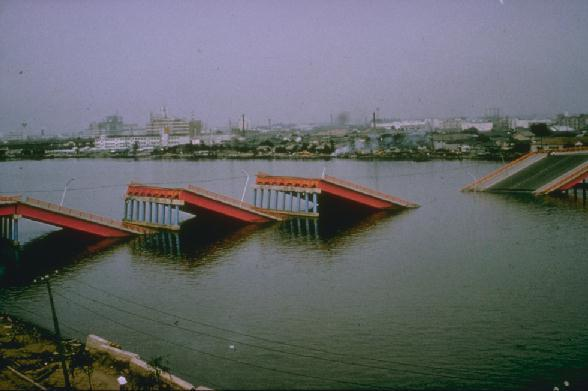
Vue du pont Showa détruit par le séisme.

Au regard de l'étendue des destructions, 3 534 bâtiments détruits et environ 11 000 endommagés, le nombre de victimes, 36 morts et disparus ainsi que 385 blessés, est relativement peu élevé. Ce décalage s'explique par la nature des destructions qui n'ont pas été provoquées par les vibrations en elles-mêmes mais par la liquéfaction du sol qui a accompagné la secousse. Les conditions propices à ce phénomène sont présentes sur une bonne partie de la ville de Niigata, notamment ses parties les plus basses. Ainsi, un tiers du sol de la ville s'est affaissé sur au moins deux mètres d'amplitude en raison du compactage du sable en sous-sol. Les bâtiments, notamment les plus lourds comme les immeubles en béton, se sont alors enfoncé dans le sol, parfois sur plusieurs mètres, ou ont basculé sur le flanc suivant des degrés divers. Les ponts ont aussi été endommagés, les piles ne supportant plus le poids des tabliers, comme le pont Showa récemment ouvert à la circulation. Les lignes de chemin de fer ont aussi subit d'importants dégâts avec la torsion des rails.
L'activation de la faille responsable du séisme a entraîné des modifications topographiques avec le soulèvement d'environ 1,5 mètre de la côte orientale de l'île d'Awa-shima et la subsidence de 45 centimètres de la côte occidentale de Honshū face à l'épicentre. Entre ces deux côtes, dans le fond de la mer, le rejeu de la faille est mis en évidence sous la forme d'un petit escarpement.